# Теплобачення

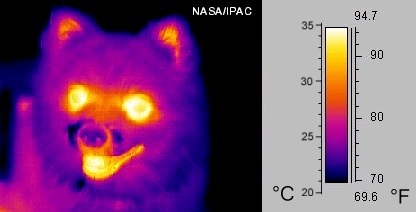
Померанський шпіц в інфрачервоному спектрі

Теплобачення або термографія — метод отримання зображень предметів в темряві за допомогою інфрачервоних променів.

## Теорія
Кожне тіло випромінює електромагнітні хвилі. Інтенсивність і спектр випромінювання визначаються законом Стефана-Больцмана й залежить від температури тіла. Проте у видимій області спектру тіла починають світитися тільки при високих температурах порядку 500 °C, спочатку це світіння червоне, при підвищенні термператури дедалі більше зсувається в бік коротших довжин хвиль і стає білим. В області звичних для людини температур тіла світяться інтенсивно лише в інфрачервоній області спектру. Для детектування цього випромінювання необхідні спеціальні прилади. Зазвичай використовуються напівпровідникові фотоелементи із матеріалом з малою шириною забороненої зони: InSb (ширина забороненої зони 0,17 еВ), InGaAs (в залежності від складу ширина забороненої зони змінюється від 0,4 еВ до 1,4 еВ), квантові ями. Такі параметри напівпровідників дозволяють фіксувати інфрачервоне випромінювання з довжинами хвиль від 900 нм до 14000 нм.

### Біофізичні аспекти теплобачення
У людському організмі внаслідок екзотермічних біохімічних процесів у клітинах і тканинах, а також за рахунок вивільнення енергії, пов'язаної з синтезом ДНК і РНК, виробляється велика кількість тепла-50-100 ккал/грам. Це тепло розподіляється усередині організму за допомогою циркулюючої крові та лімфи. Кровообіг вирівнює температурні градієнти. Кров завдяки високій теплопровідності, не змінюється від характеру руху, здатна здійснювати інтенсивний теплообмін між центральними і периферійними областями організму. Найтеплішою є змішана венозна кров. Вона мало охолоджується в легенях і, поширюючись по великому колу кровообігу, підтримує оптимальну температуру тканин, органів і систем. Температура крові, що проходить по шкірних судинах, знижується на 2-3 °. При патології система кровообігу порушується. Зміни виникають вже тому, що підвищений метаболізм, наприклад, у вогнищі запалення збільшує перфузію крові і, отже, теплопровідність, що відбивається на термограмі появою вогнища гіпертермії.
Температура шкіри має свою цілком певну топографію. Правда, у новонароджених, як показала І. А. Архангельська, термотопографія шкіри відсутня. Найнижчу температуру (23-30 °) мають дистальні відділи кінцівок, кінчик носа, вушні раковини. Найвища температура у паховій області, в промежини, області шиї, епігастрію, губ, щік. Решта ділянок мають температуру 31-33,5 ° С. Добові коливання температури шкіри в середньому становлять 0,3-0,1 ° С і залежать від фізичних і психічних навантажень, а також інших факторів.
За інших рівних умов мінімальні зміни температури шкіри спостерігаються в області шиї та лоба, максимальні — в дистальних відділах кінцівок, що пояснюється впливом вищих відділів нервової системи. У жінок часто шкірна температура нижче, ніж у чоловіків. З віком ця температура знижується і зменшується її мінливість під впливом температури навколишнього середовища. При будь-якому зміну сталості співвідношення температури внутрішніх областей тіла включаються терморегуляторні процеси, які в особи встановлюється новий рівень рівноваги температури тіла з навколишнім середовищем.
У здорової людини розподіл температур симетрично щодо середньої лінії тіла. Порушення цієї симетрії і служить основним критерієм тепловізійної діагностики захворювань. Кількісному вираженні термоасимметрії служить величина перепаду температури.

## Будова камер
Робочий елемент інфрачервоної камери: матриця пікселів, розташованих у фокальній площині оптичної системи. У кожному з пікселів виникає фотопровідність при освітленні, й таким чином змінюється електричний сигнал, який потім аналізується, підсилюється й перетворюється у видимий сигнал на екрані камери. Камери здебільшого мають записуючий пристрій для збереження зображення. Загалом за будовою інфрачервона камера аналогічна звичайній відеокамері, однак використовує інші фотоелементи. Роздільна здатність, однак, менша: 160x120, 320x240, 640x512.

## Характеристика зображення

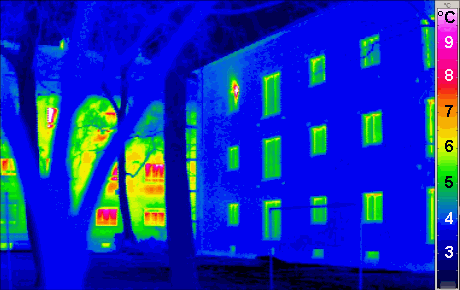
Вулиця в інфрачервоному світлі

Оскільки тіла з вищою температурою світяться інтенсивніше, то в інфрачервоному спектрі добре розрізняються теплокровні істоти: люди й тварини. Зображення проте не особливо високої якості й потребує досвіду для правильної інтерпретації.

## Застосування
Термографія широко використовується у військовій справі, а також для охорони об'єктів. Проте цим використання не обмежується. За допомогою інфрачервоної камери можна визначити області електричних схем, які більше за інших нагріваються при роботі. Можна також визначати дефектні області в матеріалах, слідкувати за тепловими потоками, вимірювати локальну температуру людського тіла тощо.